# Matej Tonin
Matej Tonin (ur. 30 lipca 1983 w Lublanie) – słoweński polityk, parlamentarzysta krajowy, od 2018 przewodniczący Nowej Słowenii, w 2018 przewodniczący Zgromadzenia Państwowego, od 2020 do 2022 minister obrony i wicepremier, poseł do Parlamentu Europejskiego X kadencji.

## Życiorys
Absolwent politologii na wydziale nauk społecznych Uniwersytetu Lublańskiego z 2007. Magisterium na tym samym wydziale uzyskał w 2010. Pracował w administracji słoweńskiego parlamentu i jako prywatny przedsiębiorca. Zaangażował się w działalność polityczną w ramach Nowej Słowenii. W 2010 został wiceprzewodniczącym partii. Od 2006 pełnił funkcję radnego miejskiego w Kamniku.
W 2011 uzyskał mandat posła do Zgromadzenia Państwowego. Z powodzeniem ubiegał się o reelekcję w wyborach w 2014, 2018 i 2022.
W 2018 został nowym liderem swojego ugrupowania, zastępując Ljudmilę Novak. 22 czerwca tegoż roku wybrano go na nowego przewodniczącego słoweńskiego parlamentu. Ustąpił z tej funkcji 23 sierpnia 2018, kiedy to w parlamencie powstała większościowa koalicja rządowa nieobejmująca jego ugrupowania.
W lutym 2020 jego partia weszła w skład nowej centroprawicowej koalicji, która wysunęła Janeza Janšę na urząd premiera. W marcu 2020 w jego nowym gabinecie objął urząd ministra obrony, został też jednym z wicepremierów w tym rządzie. Funkcje te pełnił do czerwca 2022. W 2024 uzyskał mandat posła do Europarlamentu X kadencji.